# Genolier
Genolier est une commune suisse du canton de Vaud, située dans le district de Nyon.

## Étymologie
Ce toponyme pourrait provenir d'un dérivé en -acum du gentilice romain Iunilius ou Genolius.
Attestations historiques : 1110, ecclesiam Genolliaci — env. 1164, Anselmus de Genollei — 1184, Genoliacum — 1237, dominus Genulliaci.

## Population

### Surnom
Les habitants de Genolier sont surnommés Les Pesants,.

### Démographie
La population est de 1 945 habitants au 31 décembre 2017.

## Armoiries
D'or à trois tilleuls de sinople mouvant d'une terrasse du même. Selon la tradition, la justice se rendait à Genolier sous trois tilleuls plantés au milieu de la localité. Ces arbres, qui figurent déjà sur un drapeau de 1775, ont été repris dans les armoiries communales.

## Économie
La commune abrite la clinique privée de Genolier.

## Transport
Le village de Genolier, ainsi que la clinique, se trouvent sur la ligne ferroviaire Nyon-Saint-Cergue.